# Faza (astronomija)
Faza ali mena je v astronomiji osvetljeni del Lune (Lunina mena), naravnega satelita ali planeta (planetne faze) (na primer pri Veneri) viden z drugega planeta ali nebesnega telesa, ki se velikokrat spreminja. Časovna doba med dvema enakima fazama se po navadi imenuje sinodski mesec (oziroma lunacija).